# Synthetic Genomics
Synthetic Genomics — американская компания, разрабатывающая технологии использования модифицированных или синтетически произведённых микроорганизмов для производства альтернативных видов топлива — этанола и биоводорода. Одним из основателей Synthetic Genomics является Крейг Вентер. Предыдущая компания Вентера, Celera Genomics, была движущей силой в соревновании по расшифровке человеческого генома.
Компания получила название от синтетической генетики — научной дисциплины из раздела синтетической биологии и относится к генерированию организмов искусственно использующих генетический материал. Synthetic Genomics работает над производством биотоплива в промышленных масштабах с использованием рекомбинанатных водорослей и других микроорганизмов. Компания получила финансирование на это рискованное начинание от такой компании как ExxonMobil.